# Reussina
Reussina es un género de foraminífero bentónico considerado homónimo posterior de Reussina Neviani, 1895, y sinónimo posterior de Ammoglobigerina de la subfamilia Trochammininae, de la familia Trochamminidae, de la superfamilia Trochamminoidea, del suborden Trochamminina, y del orden Trochamminida. Su especie tipo era Lituola nautiloidea var. globigeriniformis. Su rango cronoestratigráfico abarcaba el Holoceno.

## Discusión
Clasificaciones previas incluían Reussina en el suborden Textulariina del orden Textulariida. Otras clasificaciones lo han incluido en el orden Lituolida. Reussina fue propuesto como un subgénero de Haplophragmium, es decir, Haplophragmium (Reussina).

## Clasificación
Reussina incluía a la siguiente especie:
- Reussina bulloidiforme